# شكلك مش غريب
 شكلك مش غريب ، برنامج مسابقات ترفيهي يتبارى فيه عدد من النجوم على تقليد فنانين آخرين من أجل أعمال الخير. المسابقة هي النسخة العربية من البرنامج الإسباني "Your Face Sounds Familiar" الذي يعرض في العديد من دول العالم.
انطلقت المنافسة في 19 نيسان 2014 على شاشتي إم بي سي 1 وإم بي سي مصر. يقدمه الفنان والممثل اللبناني طوني أبو جودة. الجائزة المقدة للفائز يبلغ قدرها 50 ألف دولار أمريكي تقدم لصالح أعمال الخير.

## فكرة البرنامج
على مدى عشرة أسابيع سيتنافس ثمانية مشاهير عربية على تقمص شخصيات من عالم الفن محاولة تقليدهم في كل شيء قدر الإمكان. ويتم تدريبهم على ذلك عدد من المدربين هم:
| المدرب       | الوظيفة      |
| ------------ | ------------ |
| وديع ابي رعد | مدرب الصوت   |
| سامي خوري    | مدرب الرقص   |
| ناجي صوراتي  | مدرب التمثيل |

سيتم تقريب شكلهم إلى ذلك الفنان من غير تغير لون وتسريحة الشعر، الملابس، التبرج..... وألخ.
لجنة تحكيم البرنامج، المؤلفة من أربعة مشاهير، ستبدي رأيها بالعروض التي شاهدتها وستقيميها من خلال إعطاء علامات لذلك الفنان ما بين 4 و12 [12,10,9,8,7,6,5,4]. وبدوره الفنان سيعطي 5 علامات لأحد زملائه المشاركين الذي يعتقد إنه قدم عرض جيد. أما أعضاء لجنة التحكيم فهم:
| الحكم      | الوظيفة      |
| ---------- | ------------ |
| حكيم       | مغني شعبي    |
| هيفاء وهبي | مغنية وممثلة |
| محمد سامي  | مخرج سينمائي |

الفنان الحاصل على أكبر مجموع من العلامات بكل سهرة سيحصل على مبلغ قدرة خمسة آلاف دولار أمريكي من أجل تقديمه لجميعة خيرية من اختياره. العلامات يتجمع حلقة تلو الأخرى وهي ستحسم من سيبقى للحلقة النهائية ويتنافس على الفوز بجائزة البرنامج وهي 50.000 دولار.

## شكلك مش غريب الموسم الأول

### المشتركين
| الفنان           | العمر  | الوظيفة                    | حلقات الفوز | حلقات الخسارة  | المرتبة النهائية |
| ---------------- | ------ | -------------------------- | ----------- | -------------- | ---------------- |
| عبدالمنعم عمايري | 44 سنة | ممثل                       | الحلقة 2,10 | لا يوجد        | المرتبة الاولى   |
| خالد الشاعر      | 27 سنة | مذيع                       | الحلقة 4    | لا يوجد        | المرتبة الثانية  |
| باسمة            | 41 سنة | مغنية                      | الحلقة 8,9  | الحلقة 7       | المرتبة الثالثة  |
| ميس حمدان        | 32 سنة | مغنية، ممثلة ومقدمة برامج  | الحلقة 3    | الحلقة 4       | المرتبة الرابعة  |
| ديمة قندلفت      | 38 سنة | ممثلة ومغنية               | الحلقة 6    | الحلقة 8       | المرتبة الخامسة  |
| تامر عبد المنعم  | 43 سنة | ممثل وكاتب                 | الحلقة 5    | الحلقة 1,9     | المرتبة السادسة  |
| وائل منصور       | 31 سنة | مغني ومذيع                 | الحلقة 1    | الحلقة 3,9     | المرتبة السابعة  |
| جينيفر غراوت     | 23 سنة | أمريكية تهوى الغناء الشرقي | الحلقة 7    | الحلقة 2,3,5,6 | المرتبة الثامنة  |

### الاحصاءات الاسبوعية
|            | الحلقة 1 | الحلقة 2 | الحلقة 3 | الحلقة 4 | الحلقة 5 | الحلقة 6 | الحلقة 7 | الحلقة 8 | الحلقة 9 | مجموع العلامات | النهائي |
| ---------- | -------- | -------- | -------- | -------- | -------- | -------- | -------- | -------- | -------- | -------------- | ------- |
| عبد المنعم | السادس   | الفائز   | السادس   | السابع   | الرابع   | الثالث   | الرابع   | الخامس   | الرابع   | الرابع         | الفائز  |
| خالد       | السابع   | الرابع   | الثاني   | الفائز   | السادس   | الثاني   | الخامس   | الرابع   | الثالث   | الاول          | الثاني  |
| باسمة      | الخامسة  | الثانية  | الثانية  | الخامسة  | الثالثة  | الخامسة  | الخاسرة  | الفائزة  | الفائزة  | الثانية        | الثالثة |
| ميس        | الثانية  | الخامسة  | الفائزة  | الخاسرة  | الثانية  | السادسة  | الخامسة  | الثانية  | الثانية  | الثالثة        | الرابعة |
| ديمة       | الثالثة  | السادسة  | الرابعة  | الثالثة  | الخامسة  | الفائزة  | الثانية  | الخاسرة  | الخامسة  | الخامسة        | الخامسة |
| تامر       | الخاسر   | الثالث   | الرابع   | السادس   | الفائز   | السادس   | الثالث   | السابع   | الخاسر   | السادس         | السادس  |
| وائل       | الفائز   | السابع   | الخاسر   | الثاني   | السادس   | الرابع   | السابع   | السادس   | الخاسر   | السابع         | السابع  |
| جينيفر     | الثالثة  | الخاسرة  | الخاسرة  | الرابعة  | الخاسرة  | الخاسرة  | الفائزة  | الثالثة  | السادسة  | الثامنة        | الثامنة |

### التقمص
|            | الحلقة 1     | الحلقة 2        | الحلقة 3    | الحلقة 4       | الحلقة 5         | الحلقة 6      | الحلقة 7                | الحلقة 8        | الحلقة 9      | مجموع العلامات | النهائي                                |
| ---------- | ------------ | --------------- | ----------- | -------------- | ---------------- | ------------- | ----------------------- | --------------- | ------------- | -------------- | -------------------------------------- |
| عبد المنعم | كاظم الساهر  | جورج وسوف       | فريد الاطرش | فهد بلان       | عبدالرب ادريس    | ملحم بركات    | دريد لحام (غوار الطوشة) | عبد الحليم حافظ | سعدون جابر    | 260            | وديع الصافي                            |
| خالد       | الشاب خالد   | رابح صقر        | تامر حسني   | طوني حنا       | ناظم الغزالي     | راشد الماجد   | إلهام مدفعي             | لاينول ريتشي    | اميتاب باتشان | 275            | محمد منير                              |
| باسمة      | صباح         | اديث بياف       | ريكي مارتن  | وردة الجزائرية | تينا ترنر        | ليلى مراد     | طروب                    | ويتني هيوستن    | ام كلثوم      | 272            | داليدا                                 |
| ميس        | لطيفة        | أصالة نصري      | سميرة سعيد  | نانسي عجرم     | أنغام            | ذكرى          | ديانا حداد              | اليسا           | شريهان        | 266            | ميريام فارس                            |
| ديمة       | نجوى كرم     | سعاد حسني       | سميرة توفيق | مارلين مونرو   | داليدا           | الليدي مادونا | شاكيرا                  | نوال الزغبي     | شير           | 259            | باتريسيا كاس                           |
| تامر       | هاني شاكر    | عمرو دياب       | نبيل شعيل   | محمد عبدالوهاب | محمد فؤاد        | هشام عباس     | شعبان عبد الرحيم        | وليد توفيق      | راغب علامة    | 244            | عادل إمام                              |
| وائل       | ساي          | عبد الحليم حافظ | بهاء سلطان  | جايمس براون    | تاركان           | سيد مكاوي     | Andria Bucilli          | محمد عبده       | صباح فخري     | 224            | عاصي الحلاني مع جينيفر غراوت-كارول صقر |
| جينيفر     | ماجدة الرومي | سيلين ديون      | اسمهان      | أحلام          | شيرين عبد الوهاب | مادونا        | شادية                   | ميادة الحناوي   | أليشيا كيز    | 210            | كارول صقر مع وائل منصور-عاصي الحلاني   |

### التقييمات الاسبوعية
|            | الحلقة 1 | الحلقة 2 | الحلقة 3 | الحلقة 4 | الحلقة 5 | الحلقة 6 | الحلقة 7 | الحلقة 8 | الحلقة 9 | مجموع الدرجات | النهائي         |
| ---------- | -------- | -------- | -------- | -------- | -------- | -------- | -------- | -------- | -------- | ------------- | --------------- |
| عبد المنعم | 25       | 49       | 29       | 17       | 25       | 32       | 31       | 22       | 30       | 260           | الفائز          |
| خالد       | 23       | 26       | 33       | 51       | 21       | 33       | 28       | 27       | 33       | 275           | المرتبة الثانية |
| باسمة      | 27       | 37       | 33       | 22       | 27       | 23       | 18       | 50       | 35       | 272           | المرتبة الثالثة |
| ميس        | 30       | 23       | 38       | 13       | 44       | 19       | 21       | 44       | 34       | 266           | المرتبة الرابعة |
| ديمة       | 28       | 20       | 30       | 33       | 23       | 49       | 34       | 15       | 27       | 259           | المرتبة الخامسة |
| تامر       | 21       | 36       | 30       | 20       | 45       | 19       | 33       | 16       | 21       | 244           | المرتبة السادسة |
| وائل       | 41       | 18       | 15       | 39       | 21       | 30       | 19       | 20       | 21       | 224           | المرتبة السابعة |
| جينيفر     | 28       | 14       | 15       | 28       | 17       | 18       | 39       | 29       | 22       | 210           | المرتبة الثامنة |

  الفائز
  المرتبة الثانية
  المرتبة الثالثة
 المرتبة الرابعة
 الخاسر في الحلقة
  الفائز في الحلقة
  مواقف وسيطة
  انتقل إلى النهائي
  لم ينتقل إلى النهائي

### أعلى وأدنى مجموع علامات لكل نجم
| النجم             | أعلى مجموع حسب الشخصية | المجموع | أدنى مجموع حسب الشخصية | المجموع |
| ----------------- | ---------------------- | ------- | ---------------------- | ------- |
| عبد المنعم عمايري | جورج وسوف              | 49      | فهد بلان               | 17      |
| خالد الشاعر       | طوني حنا               | 51      | ناظم الغزالي           | 21      |
| باسمة             | ويتني هيوستن           | 50      | طروب                   | 18      |
| ميس حمدان         | انغام واليسا           | 44      | نانسي عجرم             | 13      |
| ديمة قندلفت       | الليدي مادونا          | 49      | نوال الزغبي            | 15      |
| تامر عبد المنعم   | محمد فؤاد              | 45      | وليد توفيق             | 16      |
| وائل منصور        | ساي                    | 41      | بهاء سلطان             | 15      |
| جينيفر جراوت      | شادية                  | 39      | سيلين ديون             | 14      |

## الحلقات

### الحلقة 1
|   | الاغنية       | الشخصية      | المشترك           | مجموع العلامات | حكيم | هيفاء وهبي | محمد سامي | 5 علامات إلى |
| - | ------------- | ------------ | ----------------- | -------------- | ---- | ---------- | --------- | ------------ |
| 1 | gangham style | PSY          | وائل منصور        | 41             | 12   | 12         | 12        | ميس          |
| 2 | بحب فغرامك    | لطيفة        | ميس حمدان         | 30             | 7    | 7          | 6         | خالد         |
| 3 | تعا تعا خبيك  | نجوى كرم     | ديمة قندلفت       | 28             | 5    | 8          | 10        | عبد المنعم   |
| 3 | اعتزلت الغرام | ماجدة الرومي | جينيفر جراوت      | 28             | 9    | 10         | 9         | ميس          |
| 5 | زقفة زقفة     | صباح         | باسمة             | 27             | 10   | 9          | 8         | عبد المنعم   |
| 6 | قولي احبك     | كاظم الساهر  | عبد المنعم عمايري | 25             | 6    | 5          | 4         | خالد         |
| 7 | دي دي         | الشاب خالد   | خالد الشاعر       | 23             | 4    | 4          | 5         | ديمة         |
| 8 | بحبك انا      | هاني شاكر    | تامر عبد المنعم   | 21             | 8    | 6          | 7         | وائل         |

| المشترك    | مجموع علاماته |
| ---------- | ------------- |
| وائل       | 41            |
| ميس        | 30            |
| جينيفر     | 28            |
| ديمة       | 28            |
| باسمة      | 27            |
| عبد المنعم | 25            |
| خالد       | 23            |
| تامر       | 21            |

### عروض أخرى
| الفنان     | الشخصية    | الاغنية         |
| حكيم       | احمد عدوية | يا بنت السلطان  |
| محمد سامي  | بوب مارلي  | No women no cry |
| هيفاء وهبي | هند رستم   | سونيا           |

### الحلقة 2
|   | الاغنية               | الشخصية        | المشترك           | مجموع العلامات | حكيم | هيفاء وهبي | محمد سامي | 5 علامات إلى |
| - | --------------------- | -------------- | ----------------- | -------------- | ---- | ---------- | --------- | ------------ |
| 1 | الهوى سلطان           | جورج وسوف      | عبد المنعم عمايري | 49             | 12   | 12         | 10        | تامر         |
| 2 | la vie en rose        | Édith Piaf     | باسمة             | 39             | 8    | 10         | 9         | ديمة         |
| 3 | حبيبي يا نور العين    | عمرو دياب      | تامر عبد المنعم   | 36             | 10   | 9          | 12        | عبد المنعم   |
| 4 | احبك واحلف            | رابح صقر       | خالد الشاعر       | 26             | 7    | 8          | 7         | عبد المنعم   |
| 5 | يا مجنون مش انا ليلى  | اصالة نصري     | ميس حمدان         | 23             | 9    | 6          | 8         | خالد         |
| 6 | يا واد يا تقيل        | سعاد حسني      | ديمة قندلفت       | 20             | 4    | 5          | 6         | عبد المنعم   |
| 7 | انا كل ما اقول التوبة | عبدالحليم حافظ | وائل منصور        | 18             | 6    | 7          | 4         | باسمة        |
| 8 | My heart will go on   | Celine Dion    | جينيفر جراوت      | 14             | 5    | 4          | 5         | باسمة        |

| المشترك    | مجموع علاماته |
| ---------- | ------------- |
| عبد المنعم | 74            |
| باسمة      | 64            |
| وائل       | 59            |
| تامر       | 57            |
| ميس        | 53            |
| خالد       | 49            |
| ديمة       | 48            |
| جينيفر     | 42            |

### الحلقة 3
|   | الاغنية        | الشخصية      | المشترك           | مجموع العلامات | حكيم | هيفاء وهبي | محمد سامي | 5 علامات إلى |
| - | -------------- | ------------ | ----------------- | -------------- | ---- | ---------- | --------- | ------------ |
| 1 | عالبال         | سميرة سعيد   | ميس حمدان         | 38             | 9    | 9          | 10        | تامر         |
| 2 | يا بنت الايه   | تامر حسني    | خالد الشاعر       | 33             | 6    | 10         | 12        | ميس          |
| 2 | la vida loca   | Ricky Martín | باسمة             | 33             | 8    | 12         | 8         | ديمة         |
| 4 | عالعين موليتين | سميرة توفيق  | ديمة قندلفت       | 30             | 7    | 6          | 7         | باسمة        |
| 4 | ما اروعك       | نبيل شعيل    | تامر عبد المنعم   | 30             | 10   | 7          | 6         | خالد         |
| 6 | حبينا          | فريد الأطرش  | عبد المنعم عمايري | 29             | 12   | 8          | 9         | تامر         |
| 8 | يا حبيبي تعال  | اسمهان       | جينيفر جراوت      | 15             | 5    | 5          | 5         | ديمة         |
| 8 | قوم اوقف       | بهاء سلطان   | وائل منصور        | 15             | 7    | 4          | 4         | ميس          |

| المشترك    | مجموع علاماته |
| ---------- | ------------- |
| عبد المنعم | 103           |
| باسمة      | 97            |
| ميس        | 91            |
| تامر       | 87            |
| خالد       | 82            |
| ديمة       | 79            |
| وائل       | 74            |
| جينيفر     | 57            |

### الحلقة 4
|   | الاغنية                 | الشخصية        | المشترك           | مجموع العلامات | حكيم | هيفاء وهبي | محمد سامي | 5 علامات إلى |
| - | ----------------------- | -------------- | ----------------- | -------------- | ---- | ---------- | --------- | ------------ |
| 1 | يابا يابا له            | طوني حنا       | خالد الشاعر       | 51             | 12   | 12         | 12        | جينيفر       |
| 2 | I fell good             | James Brown    | وائل منصور        | 39             | 9    | 10         | 10        | جينيفر       |
| 3 | I wanna be loved by you | Marline Monroe | ديمة قندلفت       | 33             | 10   | 9          | 9         | خالد         |
| 4 | تدري ليش ازعل عليك      | أحلام          | جينيفر جراوت      | 28             | 8    | 6          | 4         | وائل         |
| 5 | حرمت احبك               | وردة الجزائرية | باسمة             | 22             | 6    | 8          | 8         | خالد         |
| 6 | انا والعذاب             | محمد عبدالوهاب | تامر عبد المنعم   | 20             | 7    | 7          | 6         | خالد         |
| 7 | لركب حدك يالموتور       | فهد بلان       | عبد المنعم عمايري | 17             | 5    | 5          | 7         | ديمة         |
| 8 | اخاصمك اه               | نانسي عجرم     | ميس حمدان         | 13             | 4    | 4          | 5         | وائل         |

| المشترك    | مجموع علاماته |
| ---------- | ------------- |
| خالد       | 133           |
| عبد المنعم | 120           |
| باسمة      | 119           |
| وائل       | 113           |
| ديمة       | 111           |
| تامر       | 107           |
| ميس        | 104           |
| جينيفر     | 85            |

### عروض أخرى
| الفنان        | الشخصية      | الاغنية     |
| ------------- | ------------ | ----------- |
| طوني أبو جودة | الفيس بريسلي | blues clues |

### الحلقة 5
|   | الاغنية                          | الشخصية         | المشترك           | مجموع العلامات | حكيم | هيفاء وهبي | محمد سامي | 5 علامات إلى      |
| - | -------------------------------- | --------------- | ----------------- | -------------- | ---- | ---------- | --------- | ----------------- |
| 1 | كامننا                           | محمد فؤاد       | تامر عبد المنعم   | 45             | 12   | 10         | 8         | عبد المنعم عمايري |
| 2 | سيدي وصالك                       | أنغام           | ميس حمدان         | 44             | 10   | 12         | 12        | وائل              |
| 3 | simply the best                  | Tina Turner     | باسمة             | 27             | 9    | 8          | 10        | تامر              |
| 4 | لو باقي ليلة                     | عبد الرب ادريس  | عبد المنعم عمايري | 25             | 7    | 6          | 7         | تامر              |
| 5 | سالمة يا سلامة                   | داليدا          | ديمة قندلفت       | 23             | 8    | 9          | 6         | جينيفر            |
| 6 | şıkıdum                          | تاركان          | وائل منصور        | 21             | 6    | 5          | 5         | ميس               |
| 6 | عيرتني بالشيب/طالعة من بيت أبوها | ناظم الغزالي    | خالد الشاعر       | 21             | 5    | 7          | 9         | تامر              |
| 8 | اه يا ليل                        | شيرين عبدالوهاب | جينيفر جراوت      | 17             | 4    | 4          | 4         | ميس               |

| المشترك    | مجموع علاماته |
| ---------- | ------------- |
| خالد       | 154           |
| تامر       | 152           |
| ميس        | 148           |
| باسمة      | 146           |
| عبد المنعم | 145           |
| ديمة       | 134           |
| وائل       | 134           |
| جينيفر     | 102           |

### عروض أخرى
| الفنان        | الشخصية  | الاغنية    |
| ------------- | -------- | ---------- |
| طوني أبو جودة | بافاروتي | o sole mio |

### الحلقة 6
|   | الاغنية                | الشخصية       | المشترك           | مجموع العلامات | حكيم | هيفاء وهبي | محمد سامي | 5 علامات إلى |
| - | ---------------------- | ------------- | ----------------- | -------------- | ---- | ---------- | --------- | ------------ |
| 1 | الليلة حلوة الليلة عيد | الليدي مادونا | ديمة قندلفت       | 49             | 12   | 10         | 12        | باسمة        |
| 2 | مشكلني حبك             | راشد الماجد   | خالد الشاعر       | 33             | 6    | 8          | 9         | وائل         |
| 3 | على بابي واقف قمرين    | ملحم بركات    | عبد المنعم عمايري | 32             | 10   | 12         | 10        | ديمة         |
| 4 | ما تفوتنيش انا وحدي    | سيد مكاوي     | وائل منصور        | 30             | 8    | 9          | 8         | خالد         |
| 5 | قلبي دليلي             | ليلى مراد     | باسمة             | 23             | 7    | 6          | 5         | ديمة         |
| 6 | يوم لك ويوم عليك       | ذكرى          | ميس حمدان         | 19             | 9    | 4          | 6         | جينيفر       |
| 6 | فينه                   | هشام عباس     | تامر عبد المنعم   | 19             | 5    | 7          | 7         | ديمة         |
| 8 | la isla bonita         | Madonna       | جينيفر جراوت      | 18             | 4    | 5          | 4         | خالد         |

| المشترك    | مجموع علاماته |
| ---------- | ------------- |
| خالد       | 187           |
| ديمة       | 183           |
| عبد المنعم | 177           |
| تامر       | 171           |
| باسمة      | 169           |
| ميس        | 167           |
| وائل       | 164           |
| جينيفر     | 120           |

### عروض أخرى
| الفنان        | الشخصية        | الاغنية |
| ------------- | -------------- | ------- |
| طوني أبو جودة | عبدالله بالخير | زنجبار  |

### الحلقة 7
|   | الاغنية            | الشخصية                | المشترك           | مجموع العلامات | حكيم | هيفاء وهبي | محمد سامي | 5 علامات إلى |
| - | ------------------ | ---------------------- | ----------------- | -------------- | ---- | ---------- | --------- | ------------ |
| 1 | مخاصمني بقالة مدة  | شادية                  | جينيفر جراوت      | 39             | 8    | 6          | 5         | ديمة         |
| 2 | whenever, wherever | Shakira                | ديمة قندلفت       | 34             | 12   | 9          | 8         | جينيفر       |
| 3 | حبطل السكاير       | شعبان عبدالرحيم        | تامر عبد المنعم   | 33             | 9    | 12         | 12        | خالد         |
| 4 | يامو               | دريد لحام(غوار الطوشة) | عبد المنعم عمايري | 31             | 6    | 10         | 10        | خالد         |
| 5 | خطار               | الهام مدفعي            | خالد الشاعر       | 28             | 4    | 8          | 6         | عبد المنعم   |
| 6 | لاقيتك والدنيا ليل | ديانا حداد             | ميس حمدان         | 21             | 7    | 5          | 9         | جينيفر       |
| 7 | conte partiro      | Andria Bocilli         | وائل منصور        | 19             | 5    | 7          | 7         | جينيفر       |
| 8 | يا صبابين الشاي    | طروب                   | باسمة             | 18             | 10   | 4          | 4         | جينيفر       |

| المشترك    | مجموع علاماته |
| ---------- | ------------- |
| ديمة       | 217           |
| خالد       | 215           |
| عبد المنعم | 208           |
| تامر       | 204           |
| ميس        | 188           |
| باسمة      | 187           |
| وائل       | 183           |
| جينيفر     | 159           |

### عروض أخرى
| الفنان        | الشخصية      | الاغنية |
| ------------- | ------------ | ------- |
| طوني أبو جودة | جون ترافولتا |         |

### الحلقة 8
|   | الاغنية                | الشخصية         | المشترك           | مجموع العلامات | حكيم | هيفاء وهبي | محمد سامي | 5 علامات إلى |
| - | ---------------------- | --------------- | ----------------- | -------------- | ---- | ---------- | --------- | ------------ |
| 1 | I will always love you | Whitney Houston | باسمة             | 50             | 12   | 9          | 9         | خالد         |
| 2 | بتمون                  | اليسا           | ميس حمدان         | 44             | 10   | 12         | 12        | وائل         |
| 3 | انا بعشقك              | ميادة الحناوي   | جينيفر            | 29             | 9    | 10         | 10        | ميس          |
| 4 | hello                  | Linol Ritchie   | خالد الشاعر       | 27             | 6    | 8          | 8         | باسمة        |
| 5 | زي الهوى               | عبدالحليم حافظ  | عبد المنعم عمايري | 22             | 8    | 7          | 7         | باسمة        |
| 6 | بعاد كنتم              | محمد عبده       | وائل منصور        | 20             | 4    | 5          | 6         | ميس          |
| 7 | انزل يا جميل عالساحة   | وليد توفيق      | تامر عبد المنعم   | 16             | 5    | 6          | 5         | باسمة        |
| 8 | الليالي                | نوال الزغبي     | ديمة قندلفت       | 15             | 7    | 4          | 4         | باسمة        |

| المشترك    | مجموع علاماته |
| ---------- | ------------- |
| خالد       | 242           |
| باسمة      | 237           |
| ديمة       | 232           |
| ميس        | 232           |
| عبد المنعم | 230           |
| تامر       | 220           |
| وائل       | 203           |
| جينيفر     | 188           |

### عروض أخرى
| الفنان        | الشخصية | الاغنية       |
| ------------- | ------- | ------------- |
| طوني أبو جودة | بي جيز  | stayin' alive |

### الحلقة 9
|   | الاغنية        | الشخصية          | المشترك           | مجموع العلامات | حكيم | هيفاء وهبي | محمد سامي | 5 علامات إلى |
| - | -------------- | ---------------- | ----------------- | -------------- | ---- | ---------- | --------- | ------------ |
| 1 | الف ليلة وليلة | ام كلثوم         | باسمة             | 35             | 10   | 10         | 10        | ديمة         |
| 2 | قلك ايه        | شريهان           | ميس حمدان         | 34             | 12   | 6          | 6         | ديمة         |
| 3 | jai ho         | Amithab Bachchan | خالد الشاعر       | 33             | 9    | 12         | 12        | عبد المنعم   |
| 4 | لول ولول ولوه  | سعدون جابر       | عبد المنعم عمايري | 30             | 5    | 7          | 8         | تامر         |
| 5 | dov'e l'amore  | Cher             | ديمة قندلفت       | 27             | 6    | 4          | 7         | باسمة        |
| 6 | fallin         | أليشيا كيز       | جينيفر جراوت      | 22             | 4    | 9          | 9         | ميس          |
| 8 | يا مال الشام   | صباح فخري        | وائل منصور        | 21             | 8    | 8          | 5         | ميس          |
| 8 | مغرم يا ليل    | راغب علامة       | تامر عبد المنعم   | 21             | 7    | 5          | 4         | عبد المنعم   |

| المشترك    | مجموع علاماته |
| ---------- | ------------- |
| خالد       | 275           |
| باسمة      | 272           |
| ميس        | 266           |
| عبد المنعم | 260           |
| ديمة       | 259           |
| تامر       | 244           |
| وائل       | 224           |
| جينيفر     | 210           |

### عروض أخرى
| الفنان        | الشخصية | الاغنية |
| ------------- | ------- | ------- |
| طوني أبو جودة | بيتبول  | ole ole |

### النهائي
| الاغنية            | الشخصية     | الفنان            | المرتبة         |
| ------------------ | ----------- | ----------------- | --------------- |
| الليل يا ليلى      | وديع الصافي | عبد المنعم عمايري | المرتبة الاولى  |
| سو يا سو           | محمد منير   | خالد الشاعر       | المرتبة الثانية |
| laissez moi dancer | Dalida      | باسمة             | المرتبة الثالثة |
| مكانه وين          | ميريام فارس | ميس حمدان         | المرتبة الرابعة |

### عروض أخرى
| الفنان                   | الشخصية                 | الاغنية          |
| ------------------------ | ----------------------- | ---------------- |
| طوني أبو جودة            | فيلدج بيبيل             | Y.M.C.A          |
| هيفاء وهبي               | نفسها                   | فرحانة           |
| حكيم                     | نفسه                    | السلام عليكم     |
| ديمة قندلفت              | باتريسيا كاس            | Mon mec a moi    |
| وائل منصور وجينيفر جراوت | عاصي الحلاني وكارول صقر | قولي جاي         |
| تامر عبد المنعم          | عادل إمام               | مرجان احمد مرجان |

## روابط خارجية
- حكيم وهيفاء يقدمان برنامج «شكلك مش غريب»: كوميدي وفكرته خفيفة
- «شكلك مش غريب» على إم بي سي